# 巴特爾維尤 (北達科他州)
巴特爾維尤（英語：Battleview）是位於美國北達科他州伯克縣的非建制地區。

## 歷史
巴特爾維尤的郵局於1908年設立，其後於1989年停運。

## 地理
巴特爾維尤所處的海拔為高於海平面671米（即2202英呎），而該地所採用的時區為UTC-6，即北美中部时区（CST）。同時該地設有夏令時間，為UTC-6調快一小時，即UTC-5（CDT）。